# Immeuble Georgia
L'Immeuble Georgia (en hongrois : Georgia-lakóépület) est un édifice situé dans le 7e arrondissement de Budapest. Il s'agit d'un bâtiment résidentiel classé « patrimoine culturel ».